# Districtul Glacis
Glacis este un district  în Seychelles, situat pe insula Mahé.